# Hendea hendei
Hendea hendei is een hooiwagen uit de familie Triaenonychidae.